# Chad Harbach
Pour les articles homonymes, voir Harbach.
Chad Harbach est un écrivain américain originaire de Racine dans le Wisconsin.
Il est un des fondateurs de la revue littéraire n+1 (en).
Il met dix ans pour écrire son roman L'Art du jeu, vivant d'emplois précaires (assistant d'un psychothérapeute, précepteur d'une jeune cavalière, rédacteur chez McKinsey) pour pouvoir y travailler,.

## Œuvre
- L'Art du jeu, [« The Art of Fielding », 2011], trad. de Dominique Defert, Paris, Éditions JC Lattès, coll. «  Littérature étrangère », 2012, 664 p.  (ISBN 978-2-7096-3668-1)[3],[4],[5],[6]

## Sur l'auteur
- Graydon Carter, Keith Gessen, Vanity Fair's How a Book Is Born: The Making of “The Art of Fielding” , Vanity Fair, Kindle, 2011